# Joseph Moncure March
Joseph Moncure March (Nueva York, 27 de julio de 1899-Los Ángeles, California; 14 de febrero de 1977) fue un poeta y ensayista estadounidense, más conocido por sus largos poemas narrativos «The Wild Party» y «The Set Up». Joseph Moncure March también fue guionista de cine, trabajó con directores como Howard Hughes.

## Vida
Después de servir en la Primera Guerra Mundial y de graduarse del Amherst College, donde estuvo recomendado por Robert Frost, March trabajó como jefe de redacción de The New Yorker en 1925, y contribuyó a la creación de la revista Talk of the Town.
Después de salir de la revista, March escribió el primero de sus dos largos e importantes poemas narrativos, The Wild Party; debido a su contenido sexual, es una historia violenta de una bailarina de vodevil que hace una fiesta llena de sexo y licor, no pudo encontrar un editor hasta 1928. Una vez publicado, sin embargo, el poema tuvo un gran éxito a pesar de estar prohibido en Boston. Más tarde, en 1928, March continúa con otro éxito «The Set Up», un poema sobre un boxeador profesional negro que acababa de ser liberado de la cárcel.
En 1929, March se trasladó a Hollywood para colaborar con los diálogos de la película «Journey's End» y para colaborar en la versión sonora del clásico de Howard Hughes, Los ángeles del infierno además de ser el responsable de su supervisión y de introducir en el lenguaje norteamericano la famosa frase "Perdone mientras me pongo algo más cómodo". Se mantuvo en el estudio de Hughes Caddo Pictures durante varios años, empleado de forma temporal, hasta que se vio inmerso en problemas legales por el intento de robo del guion de The Dawn Patrol, propiedad de Warner Bros.
March trabajó como guionista en Hollywood hasta 1940, bajo contrato con MGM, Paramount y más tarde como trabajador autónomo para Republic Pictures y otros estudios alcanzando un total de 19 guiones producidos. Su guion más destacado es quizá el de la curiosa película de John Wayne, Three Faces West, una imitación de Las uvas de la ira que termina con un enfrentamiento entre los habitantes de Oklahoma y los nazis.
Con su tercera esposa, Peggy Prior, una guionista que trabajaba para Pathé, y sus dos hijos, March regresó a la costa este en 1940. Durante la Segunda Guerra Mundial, trabajó en una planta de construcción naval en Groton, Connecticut, y escribió varios artículos, principalmente ácidas críticas del cine de la época, para el New York Times Magazine. En años posteriores, él escribió documentales para el Departamento de Estado y películas industriales para Ford Motor Company, General Motors, Monsanto Company, American Airlines, entre otros; además de películas estelarizadas por Thelma Tadlock como Design for Dreaming de 1956 y A Touch of Magic de 1961 que hicieron gala de los textos rimados de March.
Murió en 1977.

## Obra y legado
Joseph Moncure March revisó sus dos grandes obras «The Set Up» y «The Wild Party» en 1968 a fin de eliminar las figuras racistas y antisemitas de ambas obras. La mayoría de los críticos lamentaron los cambios, incluso, cuando Art Spiegelman tomó el texto original cuando publicó su versión ilustrada de «The Wild Party» en 1994. «The Set Up» no se ha reproducido desde 1968.
Ambas obras han sido llevadas al cine; Robert Wise en su versión de «The Set Up», pierde la dimensión racial de la obra escogiendo a un actor blanco Robert Ryan. Mientras que la versión de «The Wild Party» de Merchant Ivory Productions, lanzada en 1975, cambió el argumento original de la obra para hacerlo coincidir con los hechos del «Escándalo Fatty Arbuckle».
«The Wild Party» continúa atrayendo nuevos lectores y adaptaciones. En 2000, dos versiones musicales fueron lanzadas por separado en Nueva York, una en Broadway, compuesta por Michael John LaChiusa, y el otra fuera de Broadway, compuesta por Andrew Lippa, con un éxito de crítica y público mixto. Los Archivos y Colecciones Especiales en el Amherst College mantiene una importante colección de documentos personales de March, incluyendo poemas inéditos, guiones y un libro de memorias titulado «Hollywood Idyll».